# Nhà thi đấu Phú Thọ
Nhà thi đấu Phú Thọ, tên chính thức là Nhà thi đấu Thể dục Thể thao Phú Thọ, là một nhà thi đấu đa năng nằm ở Quận 11, Thành phố Hồ Chí Minh, Việt Nam. Nhà thi đấu nằm ngay gần Trường đua Phú Thọ – trường đua được xây dựng vào năm 1932. Nhà thi đấu này được xây dựng để phục vụ cho Đại hội Thể thao Đông Nam Á 2003. Nhà thi đấu có sức chứa 5.000 người cho các sự kiện thể thao và có thể đạt sức chứa tối đa khi kín khán giả là 8.000 người.
Mặc dù không chính thức được công nhận nhưng đây được coi là sân nhà trên thực tế của đội tuyển bóng đá trong nhà quốc gia Việt Nam.

## Lịch sử

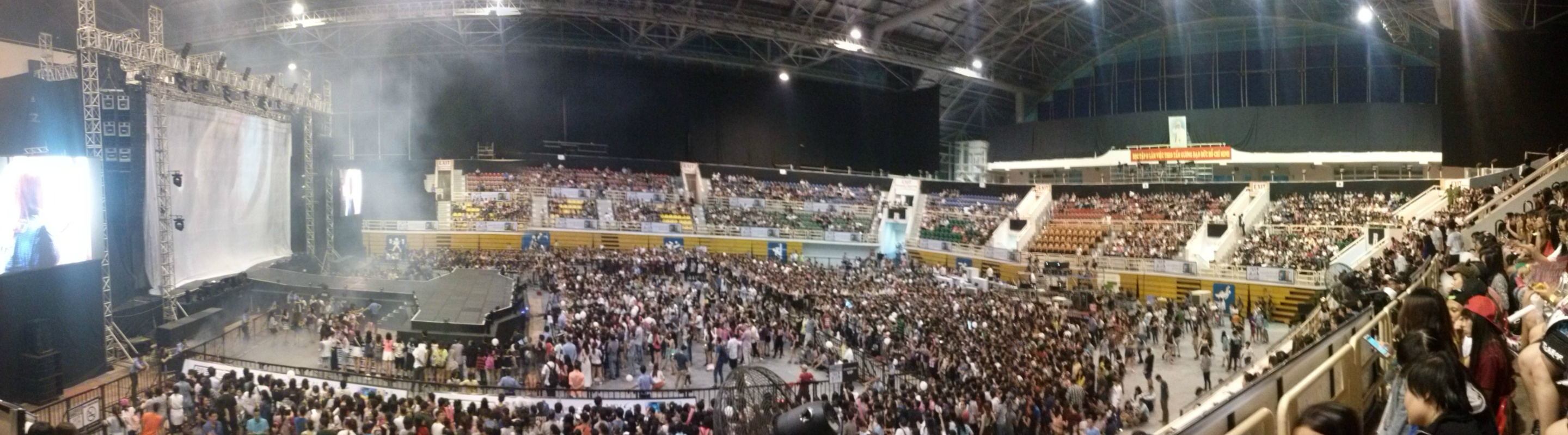
Bên trong nhà thi đấu trong thời gian diễn ra 2NE1 Galaxy Stage vào năm 2013

Nhà thi đấu được khởi công xây dựng vào năm 2000 cùng với một địa điểm tập luyện. Nhà thi đấu được khánh thành vào ngày 20 tháng 11 năm 2003. Kể từ đó đến nay, nơi đây đã tổ chức nhiều sự kiện thể thao, giải trí, ca nhạc và triển lãm lớn.

## Sự kiện đáng chú ý

### Sự kiện thể thao
| Năm  | Ngày                   | Sự kiện                                                                                            |
| ---- | ---------------------- | -------------------------------------------------------------------------------------------------- |
| 2003 | Tháng 12               | Các nội dung thi đấu môn taekwondo, các trận đấu môn bóng ném tại Đại hội Thể thao Đông Nam Á 2003 |
| 2005 | 22 tháng 5–4 tháng 6   | Giải vô địch bóng đá trong nhà châu Á 2005                                                         |
| 2009 | 8–14 tháng 6           | Giải vô địch bóng đá trong nhà Đông Nam Á 2009                                                     |
| 2009 | 28 tháng 10–7 tháng 11 | Các trận đấu môn bóng đá trong nhà nam tại Đại hội Thể thao Trong nhà châu Á 2009                  |
| 2010 | 5–11 tháng 4           | Giải vô địch bóng đá trong nhà Đông Nam Á 2010                                                     |
| 2012 | 19–24 tháng 3          | Vòng loại giải vô địch bóng đá trong nhà các câu lạc bộ châu Á 2012 khu vực Đông Nam Á và Đông Á   |
| 2012 | 9–11 tháng 5           | Giải vô địch Taekwondo châu Á 2012                                                                 |
| 2013 | 3–7 tháng 10           | Vòng loại giải vô địch bóng đá trong nhà châu Á 2014 khu vực Đông Á                                |
| 2014 | 30 tháng 4–10 tháng 5  | Giải vô địch bóng đá trong nhà châu Á 2014                                                         |
| 2014 | 20 tháng 9             | THAI FIGHT World Battle 2014: Vietnam                                                              |
| 2017 | 20–30 tháng 7          | Giải vô địch bóng đá trong nhà các câu lạc bộ châu Á 2017                                          |
| 2017 | 26 tháng 10–3 tháng 11 | Giải vô địch bóng đá trong nhà Đông Nam Á 2017                                                     |
| 2018 | 26–28 tháng 5          | Giải vô địch Taekwondo châu Á 2018                                                                 |
| 2019 | 6 tháng 9              | ONE Championship: Immortal Triumph                                                                 |
| 2019 | 21–27 tháng 10         | Giải vô địch bóng đá trong nhà Đông Nam Á 2019                                                     |
| 2020 | 26 tháng 6             | ONE Championship: Heart of Heroes (bị hủy bỏ)                                                      |

### Sự kiện giải trí
| Năm  | Ngày        | Sự kiện                                                                          |
| ---- | ----------- | -------------------------------------------------------------------------------- |
| 2014 | 10 tháng 8  | 2NE1 Galaxy Stage in Vietnam (2NE1)                                              |
| 2014 | 7 tháng 12  | Saigon Comic Con                                                                 |
| 2015 | 9 tháng 5   | Demi World Tour (Demi Lovato)                                                    |
| 2016 | 28 tháng 8  | Hoa hậu Việt Nam                                                                 |
| 2018 | 16 tháng 9  | Hoa hậu Việt Nam                                                                 |
| 2020 | 20 tháng 11 | Hoa hậu Việt Nam                                                                 |
| 2021 | 26 tháng 3  | Liên Hoan Tiếng Hát Hoa Phượng Đỏ toàn quốc lần thứ 14 năm 2020                  |
| 2022 | 11 tháng 1  | Lễ chào đón Hoa hậu Hòa bình Quốc tế 2021 Nguyễn Thúc Thùy Tiên                  |
| 2022 | 25 tháng 9  | Hoa hậu Hòa bình Việt Nam – Đêm diễn trang phục văn hóa dân tộc                  |
| 2022 | 28 tháng 9  | Hoa hậu Hòa bình Việt Nam – Đêm bán kết                                          |
| 2022 | 1 tháng 10  | Hoa hậu Hòa bình Việt Nam – Đêm chung kết                                        |
| 2022 | 26 tháng 11 | Hoa hậu Việt Nam – Đêm chung khảo                                                |
| 2022 | 23 tháng 12 | Hoa hậu Việt Nam – Đêm chung kết                                                 |
| 2023 | 19 tháng 8  | Hoa hậu Hòa bình Việt Nam - Đêm diễn trang phục văn hóa dân tộc                  |
| 2023 | 23 tháng 8  | Hoa hậu Hòa binh Việt Nam - Đêm bán kết                                          |
| 2023 | 27 tháng 8  | Hoa hậu Hòa bình Việt Nam - Đêm chung kết                                        |
| 2023 | 2 tháng 9   | D&E WORLD TOUR FANCON - [DElight PARTY] IN HO CHI MINH                           |
| 2023 | 20 tháng 10 | Hoa hậu Hòa bình Quốc tế - Trang phục dân tộc                                    |
| 2023 | 22 tháng 10 | Hoa hậu Hòa bình Quốc tế - Đêm bán kết                                           |
| 2023 | 25 tháng 10 | Hoa hậu Hòa bình Quốc tế - Đêm chung kết                                         |
| 2024 | 6-7 tháng 4 | BAEKHYUN (EXO) ASIA TOUR <Lonsdaleite> in HO CHI MINH                            |
| 2024 | 28 tháng 7  | SUPER JUNIOR (SuperJunior Supershow Spin off: Halftime) ASIA TOUR IN HO CHI MINH |
| 2024 | 11 tháng 9  | Miss Universe Vietnam 2024 - Đêm bán kết                                         |
| 2024 | 14 tháng 9  | Miss Universe Vietnam 2024 - Đêm chung kết                                       |
| 2024 | 2 tháng 10  | Miss Cosmo 2024 - Đêm bán kết                                                    |
| 2024 | 5 tháng 10  | Miss Cosmo 2024 - Đêm chung kết                                                  |

### Sự kiện triển lãm
| Năm  | Ngày        | Sự kiện                                                 |
| ---- | ----------- | ------------------------------------------------------- |
| 2023 | 12 Tháng 12 | Triển lãm thang máy quốc tế Việt Nam 2023 - Lễ khai mạc |